# Regionaal Landschap Kleine en Grote Nete

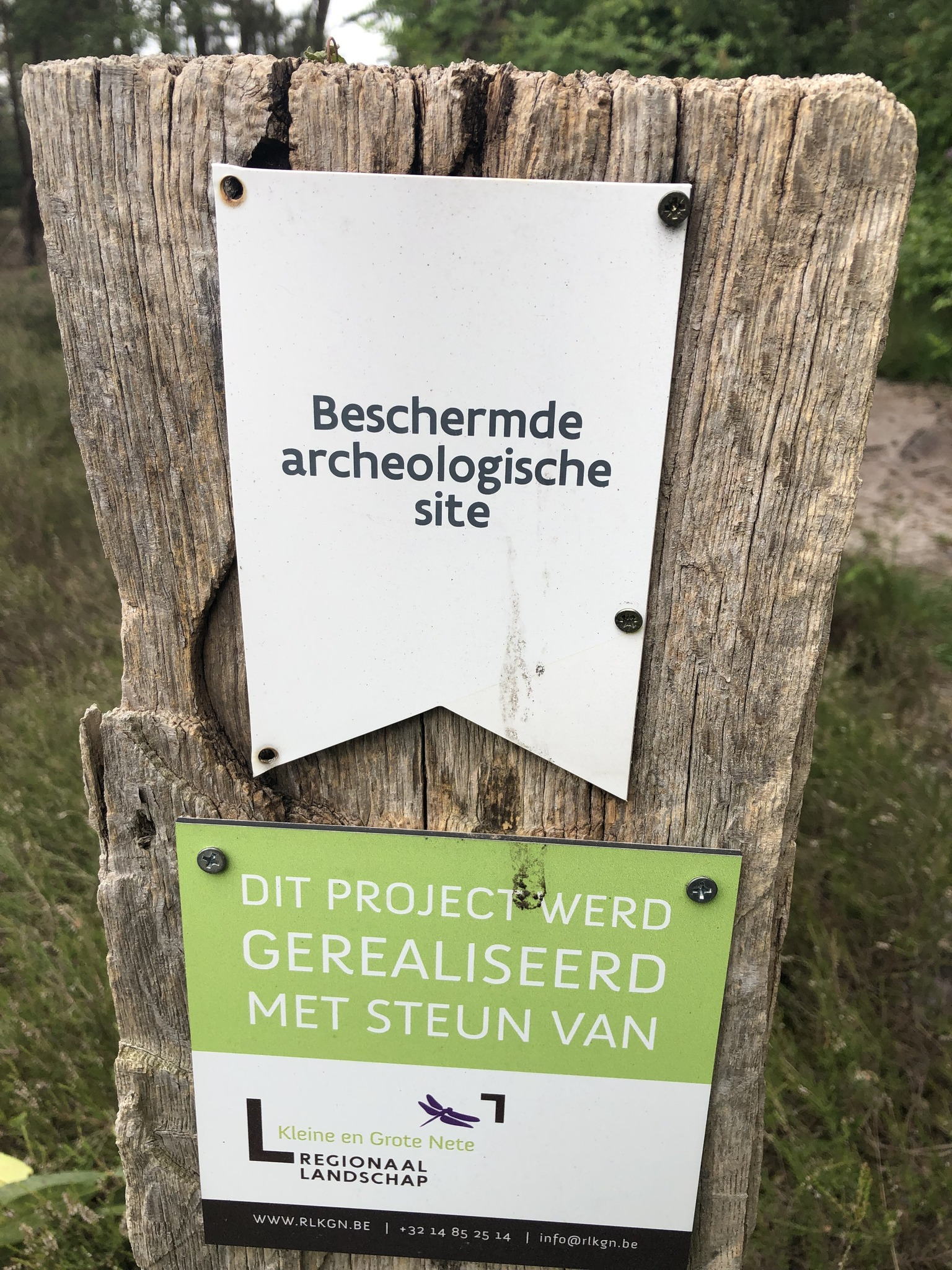
Bord van het regionaal landschap Kleine en Grote Nete

Het Regionaal Landschap Kleine en Grote Nete is een Regionaal Landschap in het stroomgebied van de Grote Nete en de Kleine Nete in de Antwerpse Kempen. Het werd opgericht in 2009 en omvat 25 gemeenten: Arendonk, Baarle-Hertog, Balen, Beerse, Dessel, Geel, Grobbendonk, Herentals, Herenthout, Herselt, Kasterlee, Laakdal, Lille, Meerhout, Merksplas, Mol, Olen, Oud-Turnhout, Ravels, Retie, Rijkevorsel, Turnhout, Vorselaar, Vosselaar en Westerlo.